# Trener bardzo osobisty
Trener bardzo osobisty (ang. Playing for Keeps) – amerykańska komedia romantyczna z 2012 roku w reżyserii Gabriele Muccino. Wyprodukowany przez FilmDistrict.
Światowa premiera filmu miała miejsce 7 grudnia 2012 roku, natomiast w Polsce premiera filmu odbyła się 8 marca 2013 roku.

## Fabuła
George Dryer (Gerard Butler) był kiedyś zawodowym piłkarzem. Jego kariera dawno się zakończyła, coraz bardziej przygnębiony mężczyzna popadł w kłopoty finansowe, rozwiódł się i rzadko widuje swojego syna Lewisa. Zdobywa pieniądze, sprzedając swoje trofea sportowe i próbuje dostać posadę komentatora sportowego. Pewnego dnia George dowiaduje się, że jego była żona Stacie (Jessica Biel) zamierza ponownie wyjść za mąż. Zrozpaczony nieudacznik postanawia za wszelką cenę zapobiec temu ślubowi. Żeby zbliżyć się do rodziny, podejmuje się poprowadzić szkolną drużynę syna. Młodzi piłkarze z radością trenują pod okiem fachowca. Z nowego instruktora zadowoleni są także rodzice chłopców, a zwłaszcza ich matki, które okazują George’owi duże zainteresowanie. Jego największymi wielbicielkami są rozwódka Barb (Judy Greer), była dziennikarka sportowa Denise (Catherine Zeta-Jones) i przebojowa Patti (Uma Thurman). Mężczyzna myśli jednak tylko o Stacie. Tymczasem mąż Patti przekupuje trenera, by poświęcał jego dzieciom więcej uwagi niż innym podopiecznym.

## Obsada
- Gerard Butler jako George
- Jessica Biel jako Stacie
- Noah Lomax jako Lewis, syn George’a i Stacie
- Catherine Zeta-Jones jako Denise
- Dennis Quaid jako Carl
- Uma Thurman jako Patti
- Judy Greer jako Barb
- James Tupper jako Matt
- Iqbal Theba jako Param